# Armawir (Russland)
Armawir (russisch Армави́р, in der englischen Transkription auch: Armavir) ist eine Großstadt in der Region Krasnodar im südlichen Russland mit 188.832 Einwohnern (Stand 14. Oktober 2010).

## Geographie und Klima
Armawir liegt im Vorland des Kaukasus am linken Ufer des Flusses Kuban, unweit der östlichen Verwaltungsgrenze der Region Krasnodar zur Region Stawropol. Die nächstgelegene Stadt ist Nowokubansk 12 Kilometer nordwestlich; die Regionshauptstadt Krasnodar befindet sich 202 km westlich von Armawir. Bei Armawir mündet der Fluss Urup in den Kuban.
Das der Stadt unterstellte Gebiet besteht seit 1996 neben der eigentlichen Stadt Armawir aus drei ländlichen Ortschaften (Sawetny, Krasnaja Poljana, Staraja Staniza).
Die Stadt liegt in der südrussischen Kontinentalklimazone und weist eine jährliche Niederschlagsmenge von etwa 500 bis 550 Millimeter auf. Der kälteste Monat ist der Januar mit einer mittleren Temperatur von −3,5 °C, der wärmste ist der Juli mit über 30 °C.

## Geschichte

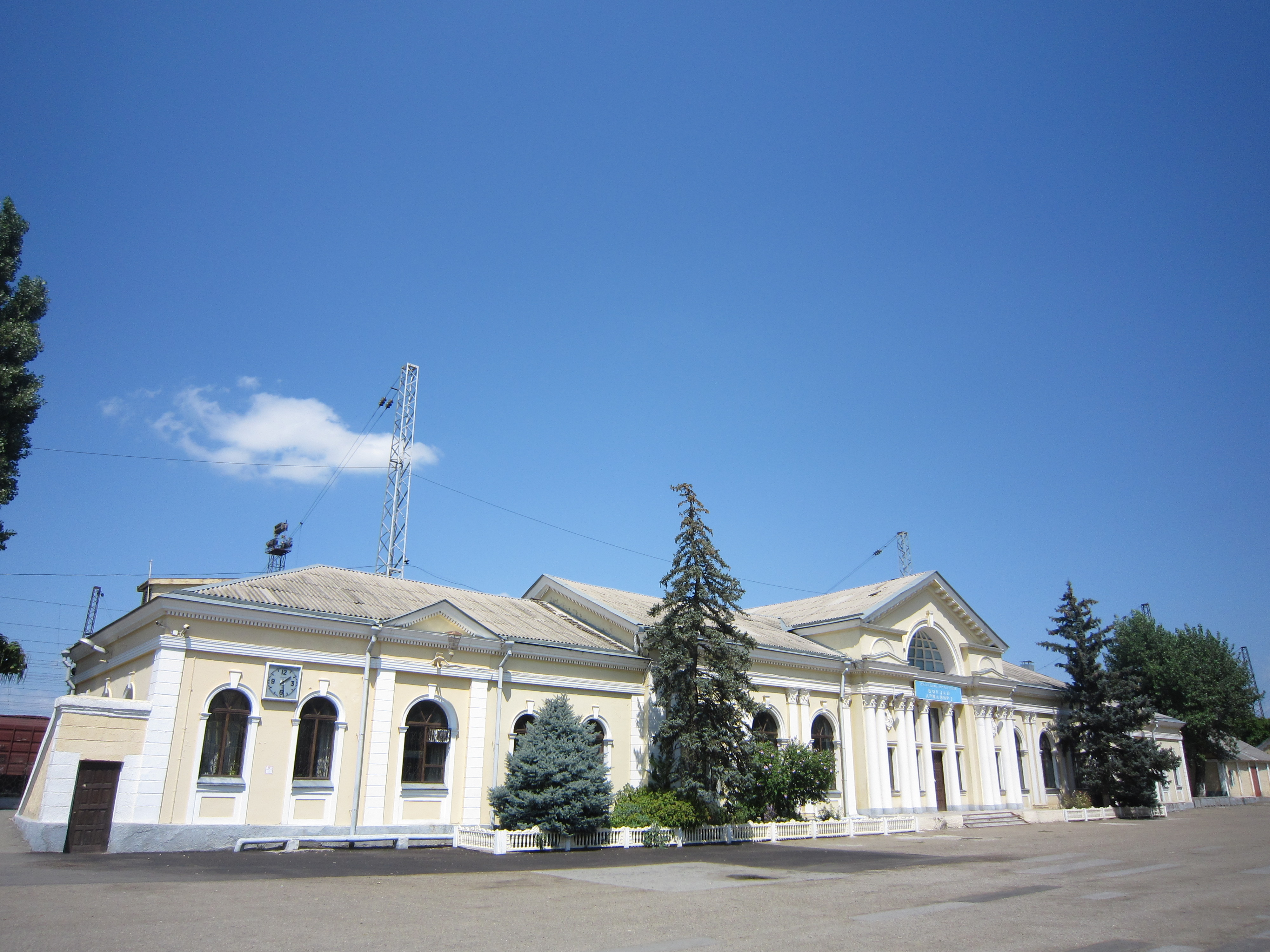
Bahnhof in Armawir

Der Ort wurde im Jahre 1839 von Georg Otto Ewald von Saß gegründet und diente ursprünglich der Umsiedlung von mehreren hundert armenischen Familien aus den Gebieten der heutigen Teilrepublik Karatschai-Tscherkessien. Anlass dieser Umsiedlung waren die häufigen kriegerischen Auseinandersetzungen zwischen der russischen Armee und den vorwiegend muslimischen Bergvölkern des Kaukasus, von denen sich die christlichen Armenier bedroht fühlten.
Bis 1848 hieß der neue Ort Armjanski aul (russisch Армя́нский ау́л), wörtlich also „armenischer Aul“. Danach erhielt er den Namen Armawirski aul (russisch Армави́рский ау́л) nach der antiken armenischen Stadt Armawir.
Einen bedeutenden Aufschwung erlebte Armawir in den 1870er-Jahren, als durch den Ort die wichtige Eisenbahnstrecke verlegt wurde, die Rostow am Don mit Wladikawkas verbinden sollte. Der Ort erhielt den Status eines Dorfes (selo), dessen Bevölkerung – neben Armeniern zunehmend auch Russen – vorwiegend Handel mit Getreide betrieb. Anfang des 20. Jahrhunderts war Armawir nach der Schwarzmeerhafenstadt Noworossijsk wirtschaftlich bereits der zweitstärkste Ort im Kuban-Gebiet. Den Stadtstatus erhielt Armawir im Jahre 1914.
Sowohl im Russischen Bürgerkrieg (1918–1922) als auch im Zweiten Weltkrieg war Armawir umkämpft und erlitt Zerstörungen. Die deutsche Besetzung der Stadt dauerte von August 1942 bis Januar 1943.

### Bevölkerungsentwicklung
| Jahr | Einwohner |
| ---- | --------- |
| 1897 | 18.113    |
| 1939 | 83.651    |
| 1959 | 110.994   |
| 1970 | 145.384   |
| 1979 | 161.539   |
| 1989 | 160.983   |
| 2002 | 193.964   |
| 2010 | 188.832   |

Anmerkung: Volkszählungsdaten

## Wirtschaft und Infrastruktur
Als Folge des fruchtbaren Umlandes dominiert in der ansässigen Industrie die Nahrungsmittelverarbeitung. Seit der zweiten Hälfte des 20. Jahrhunderts entwickelte sich in Armawir auch der Maschinen- bzw. Gerätebau.
Armawir ist ein Verkehrsknotenpunkt entlang der Eisenbahnstrecke von Rostow am Don nach Baku sowie der Nebenstrecke von Armawir nach Tuapse, die beide von der Nordkaukasus-Eisenbahn betrieben werden. Auch eine Erdölpipeline aus Aserbaidschan verläuft durch die Stadt. Im innerstädtischen öffentlichen Verkehr spielt das seit 1973 bestehende Obus-System eine wichtige Rolle.
Über die Fernstraße R217 Kawkas ist die Stadt an das russische Fernstraßennetz angebunden.
Die Russischen Streitkräfte unterhalten in Armawir eine Raketen-Radarfrühwarnanlage vom Typ Woronesch-DM. Es kann Berichten zufolge angreifende Atomraketen auf 6.000 Kilometer Entfernung erkennen und ist Teil einer Kette solcher Radarstationen, die  den Luftraum über der Krim und Südwesteuropa hinaus bis weit auf den Atlantik beobachten.

## Sport
Im Fußball ist die Stadt durch den Verein Torpedo Armawir vertreten.

## Weiterführende Bildungseinrichtungen
- Armawirer Militärinstitut für Luftfahrt
- Armawirer Orthodoxsoziales Institut
- Filiale der Staatlichen Universität des Kubangebiets
- Filiale des Instituts für moderne Technologien und Ökonomie
- Institut für Finanzen und Ökonomie Armawir
- Staatliche Pädagogische Universität Armawir

## Städtepartnerschaften
Armawir listet folgende Partnerstädte auf:
- Armawir, Armenien, seit 2003
- Homel, Belarus, seit 2009

## Söhne und Töchter der Stadt
- George Avakian (1919–2017), Musikproduzent
- Vernon V. Aspaturian (1922–2007), US-amerikanischer Politikwissenschaftler und Hochschullehrer
- Wladimir Pikalow (1924–2003), sowjetischer Generaloberst
- Inna Wischnewskaja (1925–2018), Literaturwissenschaftlerin und Hochschullehrerin
- Nikita Simonjan (* 1926), sowjetischer Fußballspieler und -trainer
- Walentina Gorjunowa (* 1946), Mittelalterhistorikerin und Archäologin
- Walentina Tolkunowa (1946–2010), Sängerin
- Andrei Judin (* 1962), Generalleutnant[3]
- Dmitri Barsuk (* 1980), Volleyball- und Beachvolleyball-Spieler
- Oxana Ljapina (* 1980), Kunstturnerin[4]
- Alina Gridnewa (* 1992), Freestyle-Skierin
- Andrei Iwaschin (* 1999), Fußballspieler